# 의금부 도사 김도언 유물
의금부 도사 김도언 유물(義禁府 道事 金道彦 遺物)은 대한민국 전북특별자치도 정읍시에 있는, 조선 영조 때 의금부도사를 지낸 김도언(1684∼?) 선생의 유물이다. 1992년 6월 20일 전라북도의 유형문화재 제139호로 지정되었다.

## 같이 보기
- 김도언

## 참고 자료
- 의금부도사김도언유물 - 국가유산청 국가유산포털